# الضائع (فلم)
الضائع (بالألمانية: Der Verlorene) فيلم دراما وإثارة وجريمة ألماني غربي لعام 1951  كتبه واخرجه وقام بالبطولة بيتر لوري وهو فيلمه الوحيد كمخرج أو كاتب. الفيلم بأسلوب فيلم نوار  مبني على قصة حقيقية، تم استخدام الاسم المترجم للفيلم كعنوان لسيرة بيتر لوري الذاتية. تدور أحداث الفيلم حول عالم ألماني يقتل خطيبته خلال الحرب العالمية الثانية عندما علم أنها كانت تبيع نتائج أبحاثه السرية للعدو.

## طاقم التمثيل
بيتر لوري: في دور د. كارل روث (الاسم المستعار د. كارل نيوميستر)
كارل جون: في دور هوش (الاسم المستعار نوفاك)
هيلموث رودولف: في دور العقيد وينكلر
جوانا هوفر: في دور السيدة هيرمان
رينات مانهاردت: في دور إنجي هيرمان
إيفا إنجبورج شولتز: في دور أورسولا ويبر
لوت راوش: في دور امرأة في القطار
جيزيلا ترو: في دور فتاة الليل
هانسي ويندلر: في دور سكرتير روث
كيرت مايستر: في دور بريفكي 

## ملخص أحداث الفيلم
يبدأ الفيلم بالدكتور كارل نيوميستر الانطوائي (الاسم المستعار للدكتور كارل روث بعد الحرب) الذي يعمل بجد في مخيم للاجئين. يشعر روث بعدم الأمان عندما يصل ضابط سابق من الجستابو يُدعى هوش (كارل جون) تحت الاسم المستعار «الدكتور نواك هوش»، وهو شخصية بارزة من ماضي روث ويشكل تهديدًا له. ينخرط روث في تجارب المضادات الحيوية، ويتقرب منه الكولونيل وينكلر (هيلموت رودولف)، رئيس مكافحة التجسس الاستخباراتي الذي يخبر روث أن خطيبته إنجي (رينات مانهاردت) كانت تبيع نتائج بحثه إلى الحلفاء، وهي حقيقة اكتشفها هوش. يواجه روث، الذي تعرض لخيانة مزدوجة، إنجي التي تعترف بخيانتها. يقوم روث بخنقها مما يوقظ شهوة القتل في نفسه. يقوم هوش، ووينكلر، والجستابو بالتستر على روث من خلال سرد موتها على أنه انتحار.

## استقبال الفيلم
كتب ماتياس ميركلباخ على الموقع الألماني «دير فيلم نوار»: «هو بلا شك فيلم نوار... ويضيء بشكل مثير للإعجاب الشخص الذي صنعه».
كتب ديف سينديلار على موقع فنتاستك موفي ميوزي في فبراير 2017: «إذا كان فيلماً ناجحاً، أتساءل عما إذا كان لوري سيستمر كمخرج. كما هو، إنها دراما قاتمة ومقلقة، والصورة النهائية لا تُنسى. يوصى بهذا الفيلم بشكل خاص لمحبي بيتر لوري».
كتب تسفيتا بوزادجيفا على موقع فيلم ريبورتر: "لم يتم سرد الأحداث بالترتيب الزمني. الذكريات تتناوب مع الأحداث الجارية. كان الهيكل السردي يبني اليأس الأخلاقي لبطل الرواية على مستوى السيناريو. تم تصميم الصور بالأبيض والأسود ببساطة، بالاعتماد كليًا على مهارات الممثلين. هو أول فيلم يحكم عليه مجلس تقييم أفلام وايزبادن وحصل على تصنيف "قيم"، وفي مراجعة بول هيلرمان في يونيو 2008 كتب:"هناك عدد قليل جدًا من الأعمال التي تنصف موهبة بيتر لوري الفريدة. هذا واحد منهم".
فاز «الضائع» بجائزة أفضل فيلم ضمن جوائز السينما الألمانية عام 1952، ورشح لجائزة الأسد الذهبي في مهرجان البندقية السينمائي عام 1951.

## روابط خارجية
- الضائع على موقع IMDb (الإنجليزية)
- الضائع على موقع ألو سيني (الفرنسية)
- الضائع على موقع Turner Classic Movies (الإنجليزية)
- الضائع على موقع أول موفي (الإنجليزية)
- الضائع على موقع فيلمافينيتي (الإسبانية)
- الضائع على موقع قاعدة بيانات الأفلام السويدية (السويدية)
- الضائع على موقع قاعدة بيانات الفيلم (الإنجليزية)
- الضائع على موقع ليتربوكسد (الإنجليزية)
- الضائع على موقع كينوبويسك (الروسية)